# James Robertson (Siedler)

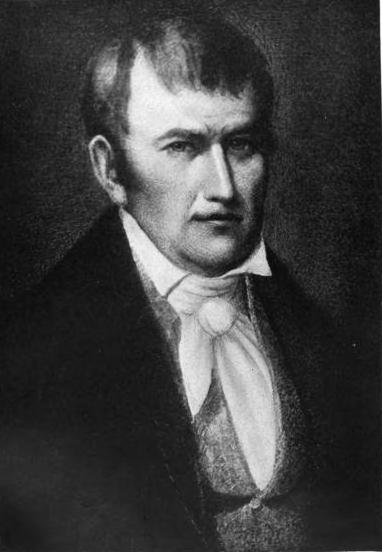
James Robertson

James Robertson (* 28. Juni 1742 im Brunswick County, Kolonie Virginia; † 1. September 1814 auf dem Chickasaw Bluff in der Nähe des Lauderdale County, Tennessee) war ein US-amerikanischer Siedler in Tennessee, der die Stadt Nashville gründete.

## Leben
James Robertson, der Sohn des irischen Bauern und Händlers John Robertson und dessen englischer Ehefrau Mary Gower, wuchs im Wake County (Provinz North Carolina) auf. Seine Schulbildung blieb lückenhaft. 1769 schloss er sich Daniel Boone an. Boones Expedition führte den Siedler James Robertson über die Allegheny Mountains an die Ufer des Watauga River in die Gegend des heutigen Elizabethton. Robertson blieb und baute Mais an, während Boone weiter ins heutige Kentucky zog. Robertson ging zurück nach North Carolina und schloss sich den Regulatoren an. Mit Siedlungswilligen ging er ins Watauga-River-Tal zurück und gründete mit diesen – die auch am
Holston River sowie am Nolichucky River gesiedelt hatten – dort 1772 die Watauga Association. Im selben Jahr wurde das Land allerdings den Cherokee zugesprochen.

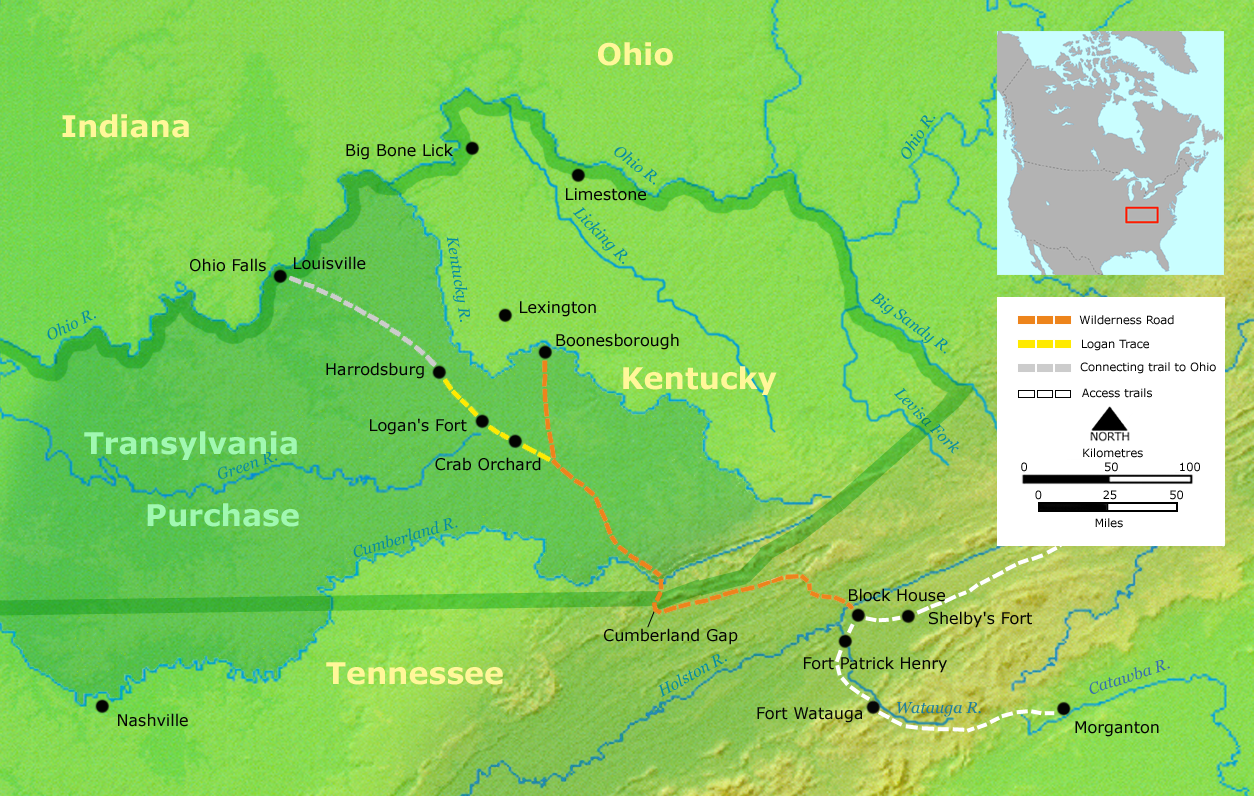
Richard Hendersons Transylvania Colony auch Transylvania Purchase genannt

1775 kaufte der Bodenspekulant Richard Henderson von den Cherokee die Transylvania Colony, auch Transylvania Purchase genannt. Das war ein weiter Landstrich am Ohio River zwischen dem Cumberland River und dem Kentucky River. Henderson beauftragte Robertson und John Donelson mit der Besiedlung des Cumberland-River-Tales. Robertson lebte und arbeitete bis zum Juli 1776 friedlich am Watauga River. In jenem Sommer allerdings musste er zusammen mit John Sevier das Fort Watauga gegen die anstürmenden Cherokee zwei Wochen halten. Im weiteren Verlauf der Amerikanischen Revolution – Robertson war inzwischen Leutnant – gründete er im Frühjahr 1779 zusammen mit John Donelson Fort Nashborough, das spätere Nashville. Als Politiker vertrat Robertson sein Davidson County vor der Abtrennung von North Carolina im Verfassungskonvent von Tennessee und ab 1798 im Senat von Tennessee. 1790 ernannte ihn Washington zum Brigadegeneral der US-Territorialmiliz. Robertson diente bis 1796. Bereits nach den oben skizzierten militärischen Auseinandersetzungen gegen die Cherokee zum Indian agent ernannt, diente Robertson als Indian commissioner bis an sein Lebensende auf letzterem Posten.
James Robertson heiratete im Jahr 1767 Charlotte Reeves Robertson (* 2. Januar 1751 in North Carolina; † 11. Juni 1843), Tochter eines Ministers. Das Paar bekam elf Kinder. Der Sohn Felix Robertson (1781–1865) war von 1818 bis 1819 und von 1827 bis 1829 Bürgermeister von Nashville.
James Robertson fand auf dem Nashviller Stadtfriedhof die letzte Ruhe.

## Gedenken
- Obelisk auf dem Nashviller Stadtfriedhof
- Gedenktafel für den Vater von Tennessee
- im Zweiten Weltkrieg fuhr der Liberty-Frachter SS James Robertson